# سترة السعدان
سترة السَعدان هي سترة يصل طولها للخصر تتجمع من الخلف إلى نقطة واحدة. تم تأريخ استخدام المصطلح في خمسينيات القرن التاسع عشر فصاعداً.